# Helicophagus leptorhynchus
Helicophagus leptorhynchus är en fiskart som beskrevs av Ng och Maurice Kottelat 2000. Helicophagus leptorhynchus ingår i släktet Helicophagus och familjen Pangasiidae. IUCN kategoriserar arten globalt som otillräckligt studerad. Inga underarter finns listade i Catalogue of Life.